# Hoeocryptus antefurcalis
Hoeocryptus antefurcalis är en stekelart som först beskrevs av Günther Enderlein 1914.  Hoeocryptus antefurcalis ingår i släktet Hoeocryptus och familjen brokparasitsteklar. Inga underarter finns listade i Catalogue of Life.